# 아르타바누스 2세

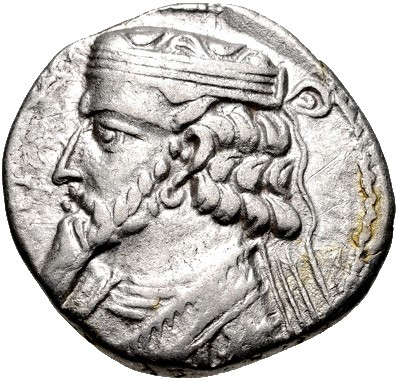

파르티아의 아르타바누스 2세는 서기 10년에서 38년까지 파르티아 제국을 다스렸다.
그는 동쪽의 다한 유목민들과 산 아르사케스 왕조의 공주의 아들이다.
그는 보노네스 1세에 감사하지 않는 파르티아 대공들에 의해 왕좌에 올려졌는데 보노네스 1세는 로마 황제 아우구스투스가 (인질로 살았던) 로마에서 그의 아버지 프라아테스 4세의 계승자로 보냈다.
두 후보간의 전쟁은 길고도 의심스러웠다. 보노네스의 주화 위에는 아르타바누스에 대한 승리를 언급한다.
결국 아르타바누스는 그의 경쟁자를 완전히 패배시키고 파르티아 수도 크테시폰을 점령하였다.
보노네스는 아르메니아로 달아났다. 그곳에서 그는 로마인의 보호 아래 왕으로 경배되었다.
그러나 아르타바누스가 아르메니아로 침입하자 보노네스는 시리아로 달아났다. 그리고 황제 티베리우스는 그를 더 이상 지원하지 않는 것이 바람직하다(prudent)고 생각하였다.
티베리우스의 사촌과 상속자 게르마니쿠스를 동방으로 보냈는데 그들은 아르타바누스와의 협상하기로 결론내렸다. 그 협상에는 그는 왕이자 로마의 친구로 인식되었다. 아르마니아는 서기 18년에 폰투스 왕의 아들 제노에게 주어졌다.
아르타바누스는 파르티아 왕자들과 같이 대공들의 반대로 인해 매우 곤란하였다.
그는 다한 야만인에 의한 그의 교육의 결과로 매우 잔인하였다고 언급된다.
그의 권력을 강화하기 위해서 그는 그에게 보이는 모든 아르사케스 왕자들을 죽였다. 속국들의 반란도 역시 발생할 수 있었다.
우리는 그가 삼두(oligarchs)를 위하여 티그리스 강변의 그리스 도시 셀레우키아에 들렀다는 것과 두 유태의 산적인 아닐라이와 아시나이가 바빌로니아의 습지에 있는 네에르다에서 자활하며 아르타바누스에 의해 왕조로 인정받는다는 것을 배웠다.
서기 35년 그는 다시 아르메니아를 정복하려고 시도하였는데 그의 아들 아르사케스를 그곳의 왕으로 세우기 위해서였다. 로마와의 전쟁은 불가피하여 보였다. 그러나 아르타바누스의 인질이었던 파르티아 실력자 중의 그 집단은 프라아테스의 경쟁의 왕을 위해서 티베리우스에 지원하였다.
티베리우스는 프라아테스의 손자 티리다테스 3세를 보냈고 루키우스 비텔리우스(비텔리우수 황제의 아버지)에게 동방에서의 로마의 권위를 회복할 것을 명하였다.
매우 능란한 군사적이고 외교적인 작전으로 비텔리우스는 완벽하게 성공하였다.
아르타바누스는 그의 추종자들에 의해 버려졌고 동쪽으로 달아났다. 티리다테스는 포고된 왕으로 더 이상 스스로 유지할 수 없었다. 왜냐하면 그는 로마의 속국으로 보였기 때문이다. 아르타바누스는 히르카니아에서 강력한 스키타이 (다한)외인 부대와 돌아왔다. 그리고 그는 다시 파르티아인에게 감사를 받았다.
티리다테스는 셀레우키아를 떠나 시리아로 도망갔다.
그러나 아르타바누스는 로마와 전쟁을 하기에는 충분히 강하지 않았다.
그는 그리하여 서기 37년 비텔리우스와 협상을 하기로 결론하였다. 그 협상에서 그는 더 이상의 모든 요구를 포기하였다.
약간 후에 아르타바누스는 다시 폐위되었다. 그리고 어떤 카니무스가 왕으로 포고되었다.
아르타바누스는 그의 속국 아디아베네의 왕 이자테스에 피난하였다.
그리고 아르타바누스의 사망 직후,
이자테스와의 협상과 완전한 용서의 약속으로 아르타바누스는 한번 더 파르티아의 왕위를 회복하게 유발하였고 그의 아들 바르다네스에 의해 계승되었다. 그의 치세는 더욱 혼란스러웠다.
| 전임 보노네스 1세 | 제21대 파르티아 왕 서기 10년 - 서기 38년 | 후임 바르다네스 1세/티리다테스 3세 |